# Liste der Monuments historiques in Domérat
Die Liste der Monuments historiques in Domérat führt die Monuments historiques in der französischen Gemeinde Domérat auf.

## Liste der Bauwerke
| Bezeichnung                                    | Beschreibung                                                                              | Standort | Kennzeichnung | Schutzstatus | Datum | Bild           |
| ---------------------------------------------- | ----------------------------------------------------------------------------------------- | -------- | ------------- | ------------ | ----- | -------------- |
| Château de Vignoux (Fotos in der Base Mérimée) | Schloss, erbaut im 17. und 18. Jahrhundert; geschützt sind das Herkuleszimmer mit Vorraum | (Lage)   | PA00093083    | Inscrit      | 1980  |                |
| Kirche Notre-Dame                              | Erbaut im 11. und 12. Jahrhundert; geschützt sind Chor und Krypta                         | (Lage)   | PA00093084    | Classé       | 1910  | weitere Bilder |

## Liste der Objekte
| Bezeichnung                                                 | Beschreibung                                                | Standort                                   | Kennzeichnung | Schutzstatus | Datum | Bild |
| ----------------------------------------------------------- | ----------------------------------------------------------- | ------------------------------------------ | ------------- | ------------ | ----- | ---- |
| Pietà                                                       |                                                             | in der Kapelle Saint-Abdon (Lage)          | PM03001702    | Inscrit      | 2002  |      |
| Skulptur Der heilige Michael vernichtet den Dämon           | Holz, polychrom gefasst                                     | in der Kapelle Saint-Abdon (Lage)          | PM03001703    | Inscrit      | 2002  |      |
| Skulptur Notre-Dame-de-la-Roche (Fotos in der Base Palissy) | Madonna mit Kind, Stein, polychrom gefasst, 16. Jahrhundert | in der Krypta der Kirche Notre-Dame (Lage) | PM03000092    | Classé       | 1938  |      |
| Skulptur des heiligen Abdon                                 |                                                             | in der Kapelle Saint-Abdon (Lage)          | PM03001704    | Inscrit      | 2002  |      |
| Skulptur Madonna mit Kind                                   |                                                             | in der Kapelle Saint-Abdon (Lage)          | PM03001705    | Inscrit      | 2002  |      |